# Mistrzostwa Polski w Badmintonie 2001
37. Mistrzostwa Polski w badmintonie odbyły się w dniach 1-3 lutego 2001 roku w Suwałkach.

## Klasyfikacja medalowa
| Konkurencja:            | Złoto:                                                         | Srebro:                                                             | Brąz: |
| gra pojedyncza kobiet   | Kamila Augustyn (Piast-B Słupsk)                               | Katarzyna Krasowska (Technik Głubczyce)                             | Angelika Węgrzyn (Technik Głubczyce) Anna Rosko (Technik Głubczyce)                                                                  |
| gra pojedyncza mężczyzn | Jacek Niedźwiedzki (SKB Suwałki)                               | Dariusz Zięba (Bizon Płock)                                         | Rafał Hawel (Technik Głubczyce) Radosław Tukendorf (AZS Kraków)                                                                      |
| gra podwójna kobiet     | Barbara Kulanty (SKB Suwałki) Joanna Szleszyńska (SKB Suwałki) | Monika Bieńkowska (Bizon Płock) Dorota Grzejdak (Orlicz Suchedniów) | Agnieszka Czerwińska (SKB Suwałki) Agnieszka Jaskuła (Piast-B Słupsk) Kinga Rudolf (Hubal Białystok) Agata Stelmaszczyk (AZS Kraków) |
| gra podwójna mężczyzn   | Michał Łogosz (SKB Suwałki) Robert Mateusiak (SKB Suwałki)     | Przemysław Wacha (Technik Głubczyce) Piotr Żołądek (Piast-B Słupsk) | Jacek Hankiewicz (SKB Suwałki) Damian Pławecki (AZS Kraków) Rafał Hawel (Technik Głubczyce) Bartosz Kocik (Technik Głubczyce)        |
| gra mieszana            | Robert Mateusiak (SKB Suwałki) Barbara Kulanty (SKB Suwałki)   | Michał Łogosz (SKB Suwałki) Joanna Szleszyńska (SKB Suwałki)        | Dariusz Czekan (AZSPK Koszalin) Dominika Guzik (AZSPK Koszalin) Piotr Żołądek (Piast-B Słupsk) Kamila Augustyn (Piast-B Słupsk)      |